# Haillicourt
 Haillicourt  ist eine französische Gemeinde mit 4974 Einwohnern (Stand: 1. Januar 2022) im Département Pas-de-Calais in der Region Hauts-de-France. Sie gehört zum Arrondissement Béthune und zum Kanton Nœux-les-Mines. Die Einwohner werden Haillicourtois genannt.

## Lage
Die Gemeinde Haillicourt liegt im Westen des Nordfranzösischen Kohlereviers, sechs Kilometer südsüdwestlich von Béthune und 13 Kilometer westlich von Lens. An die lange Steinkohlebergbau-Tradition erinnern heute noch bis zu 100 m hohe Abraumhalden, Gleisreste ehemaliger Grubenbahnen und zahlreiche Bergarbeiterhäuser. Nachbargemeinden sind Hesdigneul-lès-Béthune im Norden, Houchin im Nordosten, Ruitz im Südosten, Houdain im Südwesten sowie Bruay-la-Buissière im Nordwesten.

## Geschichte
Den Aufschwung und Niedergang erlebte die Gemeinde mit dem Steinkohlebergbau, der bereits Anfang des 19. Jahrhunderts einsetzte.

## Bevölkerungsentwicklung
| Jahr                       | 1962 | 1968 | 1975 | 1982 | 1990 | 1999 | 2006 | 2011 | 2022 |
| Einwohner                  | 6098 | 6089 | 5517 | 5370 | 5151 | 5007 | 4969 | 4947 | 4974 |
| Quellen: Cassini und INSEE |      |      |      |      |      |      |      |      |      |

## Sehenswürdigkeiten
- Kirche Notre-Dame
- Kirche Saint-Joseph
- zahlreiche Gebäude mit Fassaden aus Kalkstein

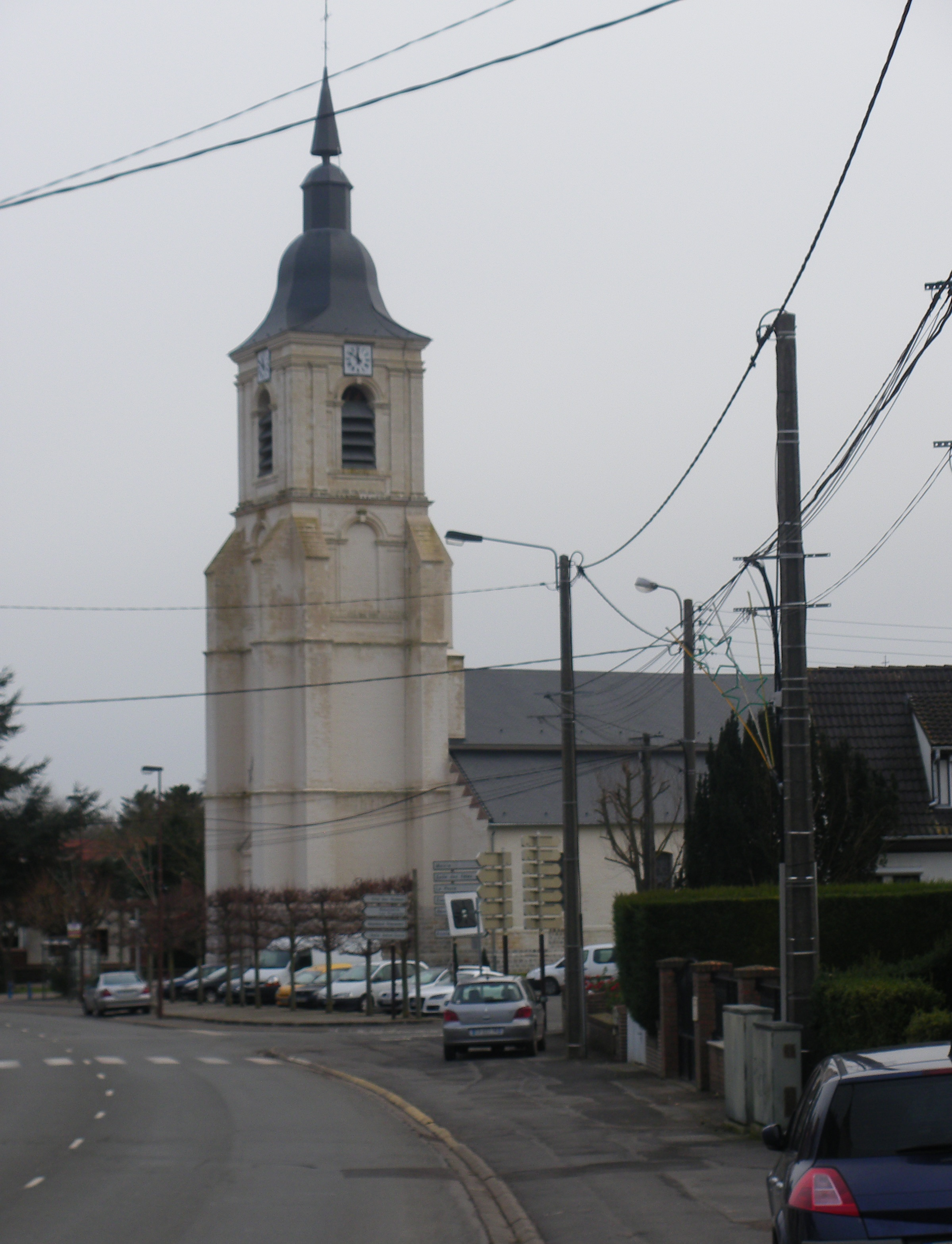
Kirche Notre-Dame
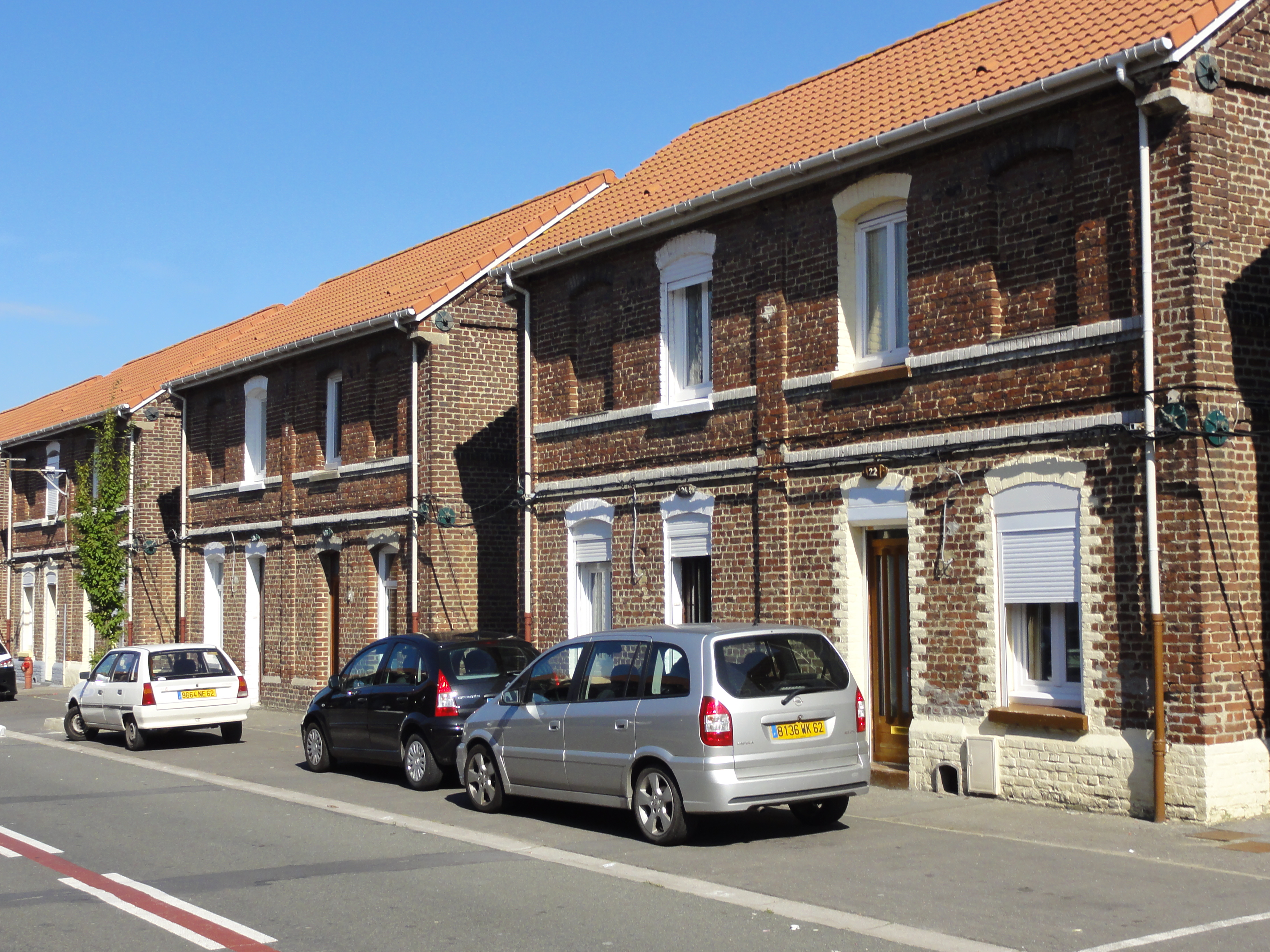
Bergarbeiterhäuser der Zeche Nr.2
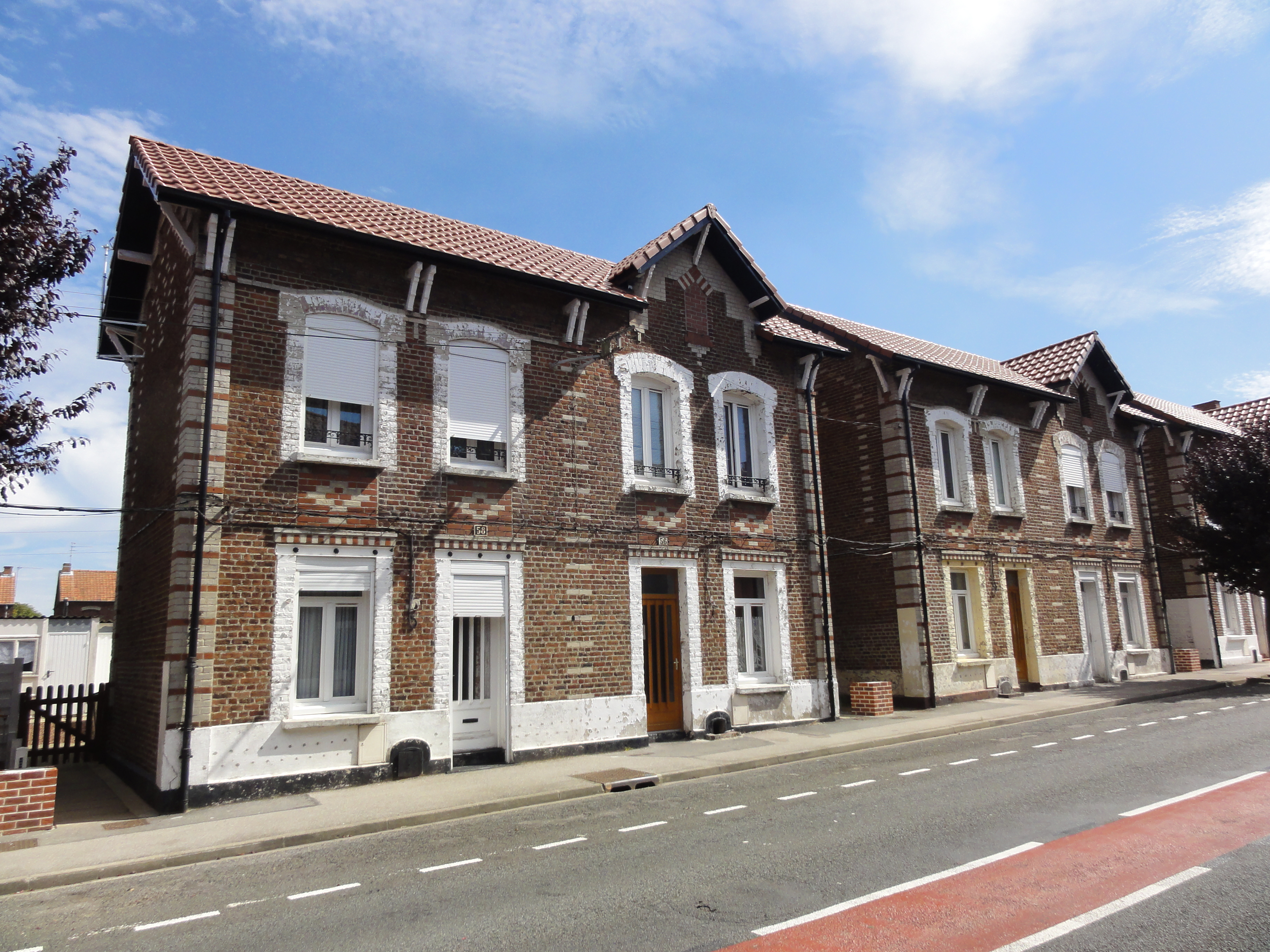
Bergarbeiterhäuser der Zeche Nr.6
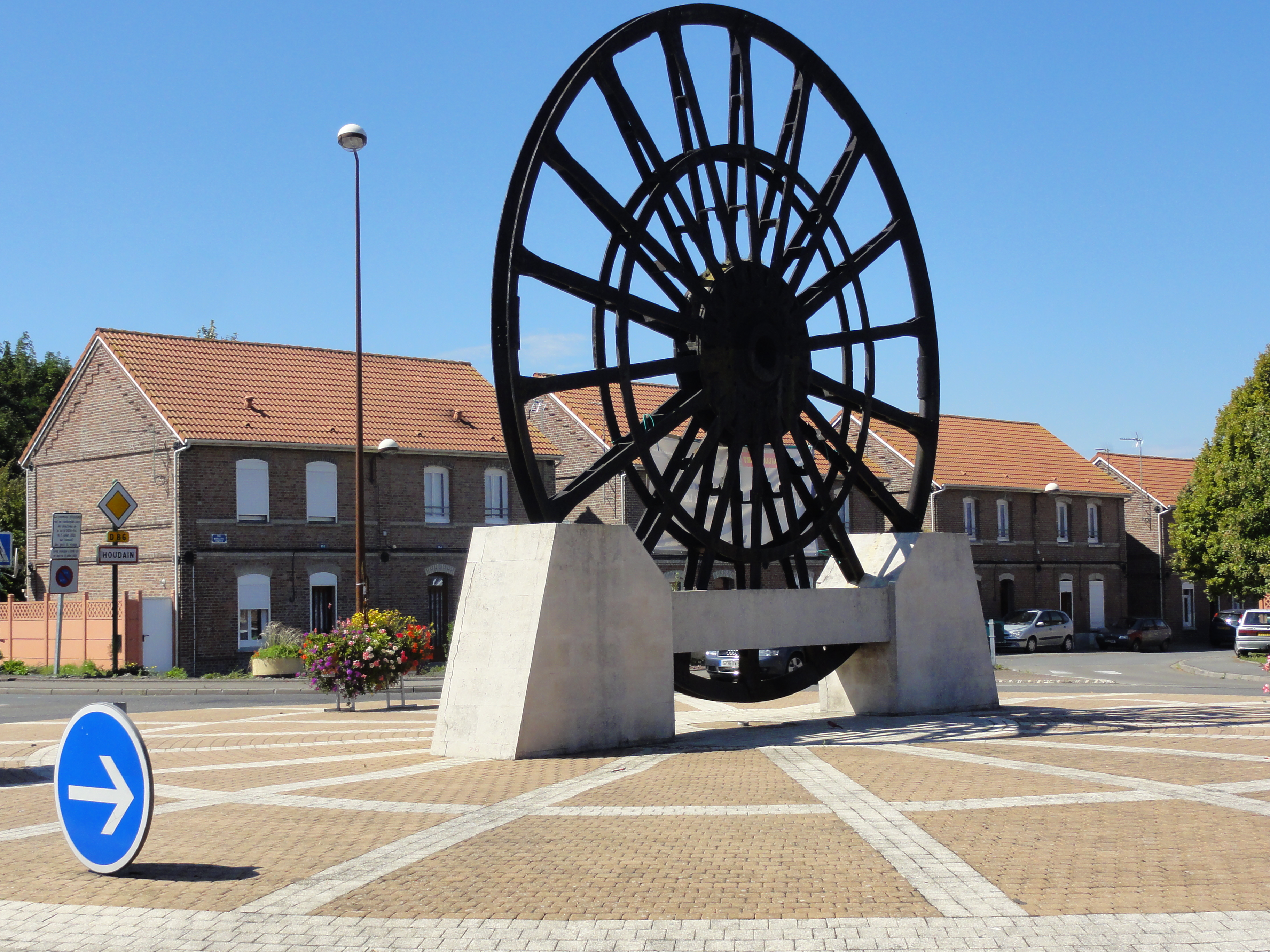
Bergarbeiterhäuser hinter dem ehemaligen Förderrad der Zeche Nr.6
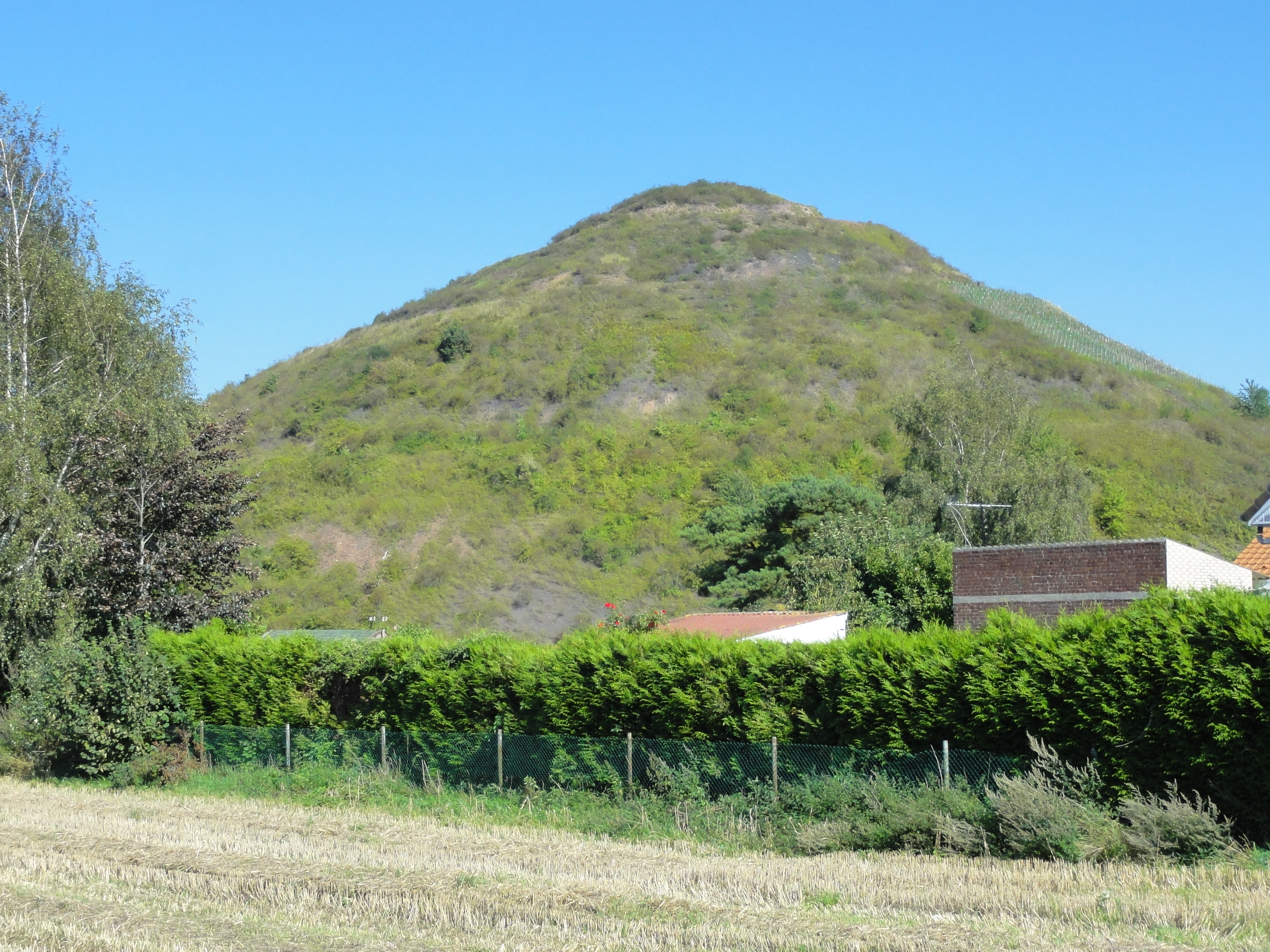
Abraumhalde Nr.9
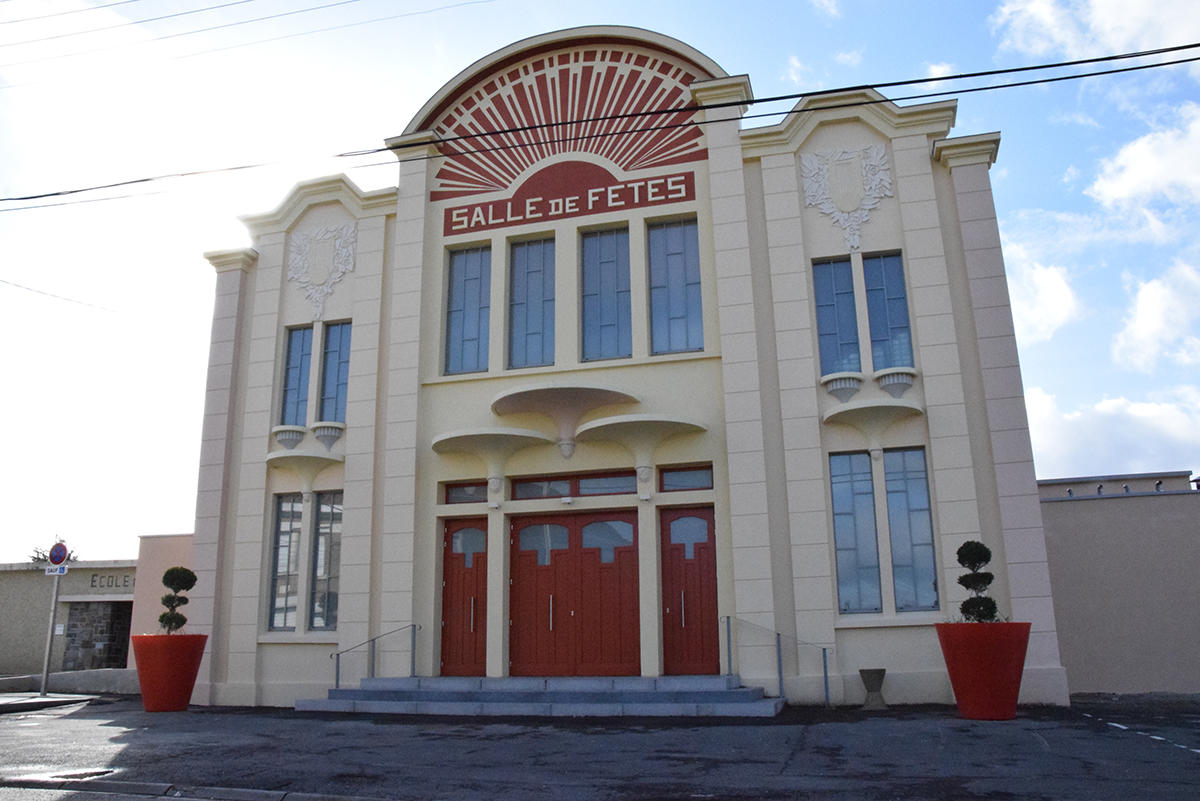
Gemeindefesthalle
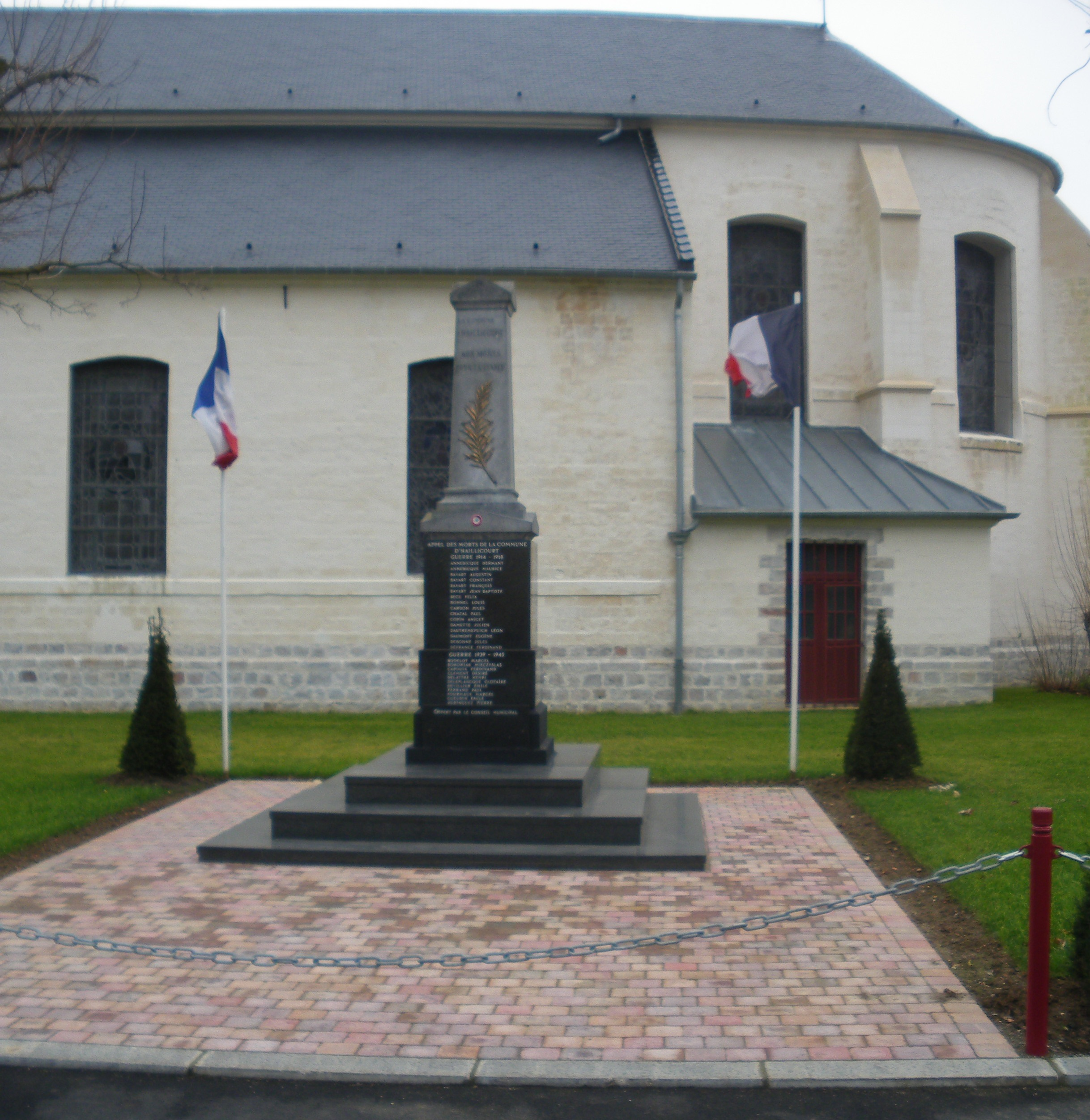
Gefallenendenkmal

## Persönlichkeiten
- Georges Boulogne (1917–1999), Fußballspieler und -trainer, u. a. der französischen Nationalmannschaft